# Hédi Temessy
Dans le nom hongrois Temessy Hédi, le nom de famille précède le prénom, mais cet article utilise l’ordre habituel en français Hédi Temessy, où le prénom précède le nom.
Hédi Temessy, née Hedvig Temesi le 6 mai 1925 à Budapest – morte le 29 mai 2001 dans la même ville, est une actrice hongroise.

## Filmographie partielle

### Années 1950
- 1951 : Un drôle de mariage (Különös házasság) de Márton Keleti - Mária, la fille du baron Dőry
- 1954 : Rokonok - Magdaléna
- 1955 : Budapesti tavasz
- 1955 : Egy pikoló világos
- 1957 : Dani
- 1959 : Álmatlan évek - Mme Lissauer

### Années 1960
- 1960 : Légy jó mindhalálig
- 1964 : A pénzcsináló  - Mme Kérény
- 1964 : Másfél millió
- 1967 : Utószezon - la mère de Péter
- 1967 : Sellö a pecsétgyürün I - Noémi Endrõdi
- 1967 : Sellö a pecsétgyürün II - Noémi Endrõdi
- 1968 : Egri csillagok
- 1969 : Sziget a szárazföldön
- 1969 : Imposztorok - La femme de l'amiral

### Années 1970
- 1970 : Történelmi magánügyek - Mária
- 1970 : Hatholdas rózsakert  - la mère d'Angyalka
- 1971 : Hangyaboly - Evelina
- 1972 : Emberrablás magyar módra - la secrétaire
- 1973 : A magyar ugaron - la mère de Fábián
- 1973 : Lányarcok tükörben - invitée dans la salle de presse
- 1973 : 25, rue des Sapeurs (Tűzoltó utca 25.) de István Szabó
- 1973 : Régi idők focija de Pál Sándor - la femme au chapeau
- 1973 : Itt járt Mátyás király - Erzsébet Szilágyi
- 1975 : Ereszd el a szakállamat! - Mme Lépold
- 1975 : Autó - Lili anyja
- 1976 : Un rôle étrange (Herkulesfürdői emlék) de Pál Sándor - Mlle Ágota
- 1976 : Azonosítás de László Lugossy - la chanteuse
- 1976 : Két pont között a legrövidebb görbe - la femme du capitaine Koós
- 1976 : Tükörképek - Mme Bakos, l'infirmière
- 1977 : A kard - la muséologue
- 1977 : Pókfoci - la directrice adjointe
- 1978 : Comme chez nous (Olyan mint otthon) de Márta Mészáros - Klára
- 1978 : BUÉK! - La mère adoptive de Kati
- 1979 : Áramütés - la directrice
- 1979 : Mese habbal - la secrétaire
- 1979 : Ajándék ez a nap - l'ancienne compagne du père d'Irén

### Années 1980
- 1980 : Veszélyes játékok - la mère de Schneider
- 1980 : Majd holnap - Tante Márta
- 1980 : Csontváry - une invitée
- 1981 : Boldog születésnapot, Marilyn! - la maman de Billy
- 1981 : Mephisto de István Szabó - l'épouse d'un banquier
- 1981 : Ballagás - Ybl Manci, professeure de physique
- 1981 : Ripacsok - Róza
- 1982 : Le Vautour (Dögkeselyű) de Ferenc András - Mme Halmos, née Mária Roska
- 1982 : Csak semmi pánik - Mme Alex
- 1982 : Nyom nélkül - la vieille dame
- 1983 : Talpra, Gyözö! - Ildikó, la grand-mère
- 1983 : Szerencsés Dániel - Mme Bakos
- 1983 : La Révolte de Job (Jób lázadása) de Imre Gyöngyössy et Barna Kabay - Róza, la femme de Jób
- 1984 : Bástyasétány hetvennégy - Elvira, diseuse de bonne aventure
- 1984 : Yerma de Imre Gyöngyössy et Barna Kabay - Magdalena
- 1985 : Almanach d'automne (Őszi almanach) de Béla Tarr - Hédi
- 1985 : A vörös grófnő - la Comtesse Andrássy
- 1986 : Keserü igazság
- 1986 : Akli Miklós - Mme Szilvássy
- 1986 : Elysium - Zelma (voix)
- 1987 : Vakvilágban - la mère de Károly
- 1987 : Laura - Berta
- 1988 : Miss Arizona de Pál Sándor (voix)
- 1988 : Damnation  - la femme du vestiaire
- 1988 : Soha, sehol, senkinek! - la grand-mère
- 1989 : Laurin de Robert Sigl - Olga

### Années 1990
- 1992 : Chère Emma (Édes Emma, drága Böbe - vázlatok, aktok) de István Szabó - Tante Mária
- 1992 : A skorpió megeszi az ikreket reggelire) - Ella
- 1992 : A csalás gyönyöre
- 1992 : Kutyabaj
- 1993 : Gyerekgyilkosságok - Mme Szepessy
- 1993 : A gólyák mindig visszatérnek - la grand-mère
- 1993 : Indián tél  - La femme du professeur
- 1994 : Köd - Tante Hauserstück
- 1995 : A Brooklyni testvér
- 1995 : Európa messze van - La femme du chef de gare
- 1996 : Szeressük egymást, gyerekek! - la dame aux chats (segment Ég a város, ég a ház is)
- 1996 : Levelek Perzsiából la grand-mère
- 1997 : A világ legkisebb alapítványa - Comtesse Zsófi
- 1997 : For My Baby - Martha Orgelbrand

### Années 2000
- 2000 : Film…
- 2001 : Anarchisták - Fanni
- 2001 : Hamvadó cigarettavég

## Récompenses et distinctions
- 1941 : prix Farkas-Ratkó
- 1949 : prix Kossuth
- 1950 : prix de l’artiste de l’année
- 1955 : prix de Hongrie pour les artistes exceptionnels (Magyarország Kiváló Művésze díj)
- 1977 : prix SZOT
- 1982 : prix de l’artiste de l’année
- 1995 : officier de l’ordre du Mérite hongrois